# 林寨站
林寨站位于广东省河源市和平县林寨镇，是京九铁路的一座火车站，等级为四等站，距北京西站2063公里，距常平站252公里，本站及相邻上下行区间均为电气化区段。车站建于1996年，现只办理货运，不办理客运业务。